# Kanton Saint-Symphorien
Kanton Saint-Symphorien (fr. Canton de Saint-Symphorien) je francouzský kanton v departementu Gironde v regionu Akvitánie. Tvoří ho sedm obcí.

## Obce kantonu
- Balizac
- Hostens
- Louchats
- Origne
- Saint-Léger-de-Balson
- Saint-Symphorien
- Le Tuzan